# セペイアの戦い
セペイアの戦い（英：Battle of Sepeia）は紀元前494年にスパルタ王クレオメネス1世率いるスパルタ軍とアルゴス軍の間で起った戦闘である。
紀元前494年、デルフォイでアルゴスを占領できるとの神託を受けたクレオメネスはアルゴスに侵攻し、両軍はセペイアで対峙した。
敵の策略によって破れるのを恐れたアルゴス軍はスパルタ軍の伝令の指令と同じことをすることによってそれを避けようとした。これを知ったクレオメネスはそれを逆手に取り、伝令が食事の合図をしたならば武器を取ってアルゴス軍を攻撃するようスパルタ軍に命じた。この策を実行に移したスパルタ軍はアルゴス軍を多数殺傷し、アルゴス軍は国祖アルゴスの社の森に逃げ込んだ。
スパルタ軍はこれを包囲し、既に身代金を受け取っていると言って一人ずつ呼び出し、誘い出された者を殺した。50人がそうして殺された後、アルゴス軍はそれに気付き、出て行かなくなった。そこで、クレオメネスは森に火を放ち、アルゴス軍を焼き討ちした。
スパルタ軍の損害は不明であるが、アルゴス軍はヘロドトスによれば6000人、パウサニアスによれば5000人を失った。この戦いでの勝利によって、スパルタはペロポネソス半島での覇権を得、一方敗者のアルゴスはこの戦いによって男子のほとんどを失った。
その後、なぜかクレオメネスはアルゴスを占領せずに撤兵した。監督官はこの件で彼を弾劾した。彼によれば、その理由はヘーラーの神殿で伺いを立てたところ、不吉な現象が起ったからだという。そして、この説明はもっともであるとされ、彼は無罪を勝ち取った。

## 註
1. ↑  ヘロドトス, VI. 77
2. ↑  ibid, VI. 78
3. ↑  ibid, VI. 79
4. ↑  ibid, VI. 80
5. ↑  ibid, VII. 148
6. ↑  パウサニアス, III. 4. 3
7. ↑  ヘロドトス, VI. 82